# Parexarnis sollertina
Parexarnis sollertina är en fjärilsart som beskrevs av Corti och Max Wilhelm Karl Draudt 1933. Parexarnis sollertina ingår i släktet Parexarnis och familjen nattflyn. Inga underarter finns listade i Catalogue of Life.